# Блатницький потік (притока Турця)
Блатницький потік (словац. Blatnický potok) — річка в Словаччині; права притока Турца. Протікає в окрузі Мартін.
Довжина — 16.9 км. У верхній течії творить Блатницьку долину. Витікає в масиві Мала Фатра на висоті 850 метрів. Впадають Гадерський потік і Карловський потік.
Протікає селами Блатниця; Дянова; Прібовце та Раково. Впадає у Турієц на висоті 420 метрів.